# مورشکوو
مورشکوو (به لاتین: Morszków) یک روستا در لهستان است که در گمینا یابووننا لاتسکا واقع شده‌است.